# Kąty (powiat staszowski)
Kąty – wieś w Polsce położona w województwie świętokrzyskim, w powiecie staszowskim, w gminie Osiek.
Wierni Kościoła rzymskokatolickiego należą do parafii św. Stanisława w Osieku.
W latach 1975–1998 miejscowość należała administracyjnie do województwa tarnobrzeskiego.

## Geografia
Wieś Kąty położona jest 16,2 km na wschód, północny wschód od Połańca; 16,7 km na zachód, południowy zachód od Tarnobrzega; 22 km na zachód, północny zachód od Nowej Dęby i 22,6 km na wschód, południowy wschód od Staszowa leżąc na wysokości 150 m n.p.m.

## Historia
Według Liber Beneficiorum... (1470–1480) Joannisa Długosza – Kąty leżą w ówczesnej parafii Niekrasów, blisko grodu Osiek, jako własność Tomasza Kołaczkowskiego herbu Janina; który z 2 łanów kmiecych, oddaje dziesięcinę snopową wartości 3 grzywien kościołowi w Niekrasowie. Wskazuje na wspólne zamieszkiwanie jej przez światłego chłopa (sołtysa, być może byłego wiarusa) z 1 łanem roli/ziemi (jak na owe czasy niespotykane a jeśli już to bardzo rzadko). Tenże to Spis Beneficjów... wymienia tylko 5 starożytnych wiosek piastowskich wchodzących w skład ówczesnej parafii Niekrasów, w tym wymienia Kąty.

Archidiaconatus Sandomiriensis. (...) Ecclesia parochialis Sancti Pauli extra muros Sandomirienses. (...) Parochia N y e k r a s s o w.
Kąty, villa sub parochial de Niekrasów prope Osiek oppidum. (...) alias Kanthi (Kąty) villa...
KANTHI, villa sub parochia de N y e k r a s s z o w sita, cuius haeres Thomas K o l a c z k o w s z k y cum fratre, de domo et familia J a n y n a. In qua sunt duo lanei cmethonales; item tabernae non sunt, item hortulaniae non sunt; de quibus omnibus solvitur et conducitur dccima manipularis pro ecclesia in N y e k r a s s o w, et valor eius aestimatur ad tres marcas. Item est ibi una seoltetia habens unum laneum agrorum, de quibus etiam decimatur pro ecclesia in N y e k r a s s o w. (...) Villae parochiales: Nyekrassow, Turszko maior, Ossolya, Thrczyanka et Kanthi

Joannis Długosz, Liber beneficiorum dioecesis Cracoviensis, tomus II.

Wieś wymieniana w Słowniku geograficznym Królestwa Polskiego i innych krajów słowiańskich pod koniec XIX wieku.

KĄTY, w parafii Niekrasów, blizko miasta Osieka, jako własność Tomasza Kołaczkowskiego herbu Janina wymienia Długosz (w) Liber beneficiorum, II, 324.

Słownik geograficzny Królestwa Polskiego i innych krajów słowiańskich, t. III.

Katy nie są wymieniane jako samodzielna wioska ww. Słowniku..., która leżałaby, bądź to w ówczesnej gminie Tursko lub ze względu na bliskość swojego położenia w ówczesnej gminie Osiek. Jedynie wspomina się o jej przynależności do parafii Niekrasów z czasów Jana Długosza. Dlatego poniżej podano informacje o obu gminach i obu ówczesnych parafiach. Nie ma też żadnej innej informacji potwierdzającej, jakoby, tak, jak wówczas Niekurza, leżały po drugiej stronie ówczesnej nieuregulowanej Wisły; czy choćby w gminie Łoniów – jak są wymieniane w ówczesnych skorowidzach.
W 1886 roku ówczesna parafia Niekrasów należała do ówczesnego dekanatu sandomierskiego (ale dawniej jeszcze do dekanatu staszowskiego) i liczyła wówczas 2 230 dusz. Z kolei parafia Osiek od zawsze należała do dekanatu sandomierskiego i liczyła wówczas 3 895 dusz. Ówczesna gmina Osiek, z urzędem we wsi Osieczko, miała 6 070 mieszkańców (w tym, aż 39,9% pochodzenia żydowskiego, tj. 539 żydów) i 17 916 mórg rozległości ogółem (w tym ziemi dworskiej 6 525 mórg). Sądem okręgowym dla gminy był III Sąd Okręgowy w Łoniowie; z kolei stacja pocztowa znajdowała się w Staszowie. W skład gminy wchodziły jeszcze: Bukowa, Długołęka, Dzięki, Lipnik, Łęg, Mikołajów, Pliskowola, Strzegom i Suchowola. Z kolei w 1892 roku ówczesna gmina Tursko, z urzędem gminy w Strużkach miała 8 781 mórg rozległości ogółem (w tym 5 083 mórg włościańskich) i 4 613 mieszkańców (w tym 14% pochodzenia żydowskiego, tj. 63 żydów). Sądem okręgowym dla gminy był IV Sąd Okręgowy w Staszowie (tam też była stacja pocztowa). W skład gminy wchodziły jeszcze: Antoszówka, Ossala, Luszyca, Matyaszów, Nakol, Kępa Zaduska, Niekurza, Okrągła, Pióry, Rudniki, Szwagrów, Sworoń, Trzcianka, Tursko Małe, Tursko Wielkie, Tursko Wola, Wymysłów, Dąbrowa i Zawada.

## Demografia
Współczesna struktura demograficzna wioski Kąty na podstawie danych z lat 1995-2009 według roczników GUS, z prezentacją danych z 2002 roku:

| WYSZCZEGÓLNIENIE | WYSZCZEGÓLNIENIE | WYSZCZEGÓLNIENIE | WYSZCZEGÓLNIENIE | WYSZCZEGÓLNIENIE | J. m.       | POPULACJA MIESZKAŃCÓW (w przedziałach wiekowych w 2002 roku) | POPULACJA MIESZKAŃCÓW (w przedziałach wiekowych w 2002 roku) | POPULACJA MIESZKAŃCÓW (w przedziałach wiekowych w 2002 roku) | POPULACJA MIESZKAŃCÓW (w przedziałach wiekowych w 2002 roku) | POPULACJA MIESZKAŃCÓW (w przedziałach wiekowych w 2002 roku) | POPULACJA MIESZKAŃCÓW (w przedziałach wiekowych w 2002 roku) | POPULACJA MIESZKAŃCÓW (w przedziałach wiekowych w 2002 roku) | POPULACJA MIESZKAŃCÓW (w przedziałach wiekowych w 2002 roku) | POPULACJA MIESZKAŃCÓW (w przedziałach wiekowych w 2002 roku) | POPULACJA MIESZKAŃCÓW (w przedziałach wiekowych w 2002 roku) |
| WYSZCZEGÓLNIENIE | WYSZCZEGÓLNIENIE | WYSZCZEGÓLNIENIE | WYSZCZEGÓLNIENIE | WYSZCZEGÓLNIENIE | J. m.       | OGÓŁEM                                                       | 0-9                                                          | 10-19                                                        | 20-29                                                        | 30-39                                                        | 40-49                                                        | 50-59                                                        | 60-69                                                        | 70-79                                                        | 80+                                                          |
| ---------------- | ---------------- | ---------------- | ---------------- | ---------------- | ----------- | ------------------------------------------------------------ | ------------------------------------------------------------ | ------------------------------------------------------------ | ------------------------------------------------------------ | ------------------------------------------------------------ | ------------------------------------------------------------ | ------------------------------------------------------------ | ------------------------------------------------------------ | ------------------------------------------------------------ | ------------------------------------------------------------ |
| I.               | OGÓŁEM           | OGÓŁEM           | OGÓŁEM           | OGÓŁEM           | os.         | 80                                                           | 6                                                            | 10                                                           | 12                                                           | 6                                                            | 19                                                           | 8                                                            | 4                                                            | 9                                                            | 6                                                            |
| I.               | –                | odsetek          | odsetek          | odsetek          | %           | 100                                                          | 7,4                                                          | 12,5                                                         | 15                                                           | 7,5                                                          | 23,8                                                         | 10                                                           | 5                                                            | 11,3                                                         | 7,5                                                          |
| I.               | 1.               | WEDŁUG PŁCI      | WEDŁUG PŁCI      | WEDŁUG PŁCI      | WEDŁUG PŁCI | WEDŁUG PŁCI                                                  | WEDŁUG PŁCI                                                  | WEDŁUG PŁCI                                                  | WEDŁUG PŁCI                                                  | WEDŁUG PŁCI                                                  | WEDŁUG PŁCI                                                  | WEDŁUG PŁCI                                                  | WEDŁUG PŁCI                                                  | WEDŁUG PŁCI                                                  | WEDŁUG PŁCI                                                  |
| I.               | 1.               | A.               | Mężczyzn         | Mężczyzn         | os.         | 41                                                           | 3                                                            | 3                                                            | 7                                                            | 5                                                            | 13                                                           | 4                                                            | 2                                                            | 2                                                            | 2                                                            |
| I.               | 1.               | A.               | –                | odsetek          | %           | 51,3                                                         | 3,7                                                          | 3,7                                                          | 8,8                                                          | 6,3                                                          | 16,3                                                         | 5                                                            | 2,5                                                          | 2,5                                                          | 2,5                                                          |
| I.               | 1.               | B.               | Kobiet           | Kobiet           | os.         | 39                                                           | 3                                                            | 7                                                            | 5                                                            | 1                                                            | 6                                                            | 4                                                            | 2                                                            | 7                                                            | 4                                                            |
| I.               | 1.               | B.               | –                | odsetek          | %           | 48,7                                                         | 3,7                                                          | 8,8                                                          | 6,2                                                          | 1,2                                                          | 7,5                                                          | 5                                                            | 2,5                                                          | 8,8                                                          | 5                                                            |

Rysunek 1.1 Piramida populacji – struktura płci i wieku wioski
| I. | OGÓŁEM | OGÓŁEM  | OGÓŁEM            | OGÓŁEM            | OGÓŁEM            | os.     | 80      | 41      | 39      |         |         |         |         |         |         |         |         |         |         |         |
| I. | –      | odsetek | odsetek           | odsetek           | odsetek           | %       | 100     | 51,3    | 48,7    |         |         |         |         |         |         |         |         |         |         |         |
| I. | 1.     | W WIEKU | W WIEKU           | W WIEKU           | W WIEKU           | W WIEKU | W WIEKU | W WIEKU | W WIEKU | W WIEKU | W WIEKU | W WIEKU | W WIEKU | W WIEKU | W WIEKU | W WIEKU | W WIEKU | W WIEKU | W WIEKU | W WIEKU |
| I. | 1.     | A.      | Przedprodukcyjnym | Przedprodukcyjnym | Przedprodukcyjnym | os.     | 15      | 5       | 10      |         |         |         |         |         |         |         |         |         |         |         |
| I. | 1.     | A.      | –                 | odsetek           | odsetek           | %       | 18,7    | 6,2     | 12,5    |         |         |         |         |         |         |         |         |         |         |         |
| I. | 1.     | B.      | Produkcyjnym      | Produkcyjnym      | Produkcyjnym      | os.     | 47      | 31      | 16      |         |         |         |         |         |         |         |         |         |         |         |
| I. | 1.     | B.      | –                 | odsetek           | odsetek           | %       | 58,8    | 38,8    | 20      |         |         |         |         |         |         |         |         |         |         |         |
| I. | 1.     | B.      | a.                | mobilnym          | mobilnym          | os.     | 25      | 16      | 9       |         |         |         |         |         |         |         |         |         |         |         |
| I. | 1.     | B.      | a.                | –                 | odsetek           | %       | 31,3    | 20      | 11,3    |         |         |         |         |         |         |         |         |         |         |         |
| I. | 1.     | B.      | b.                | niemobilnym       | niemobilnym       | os.     | 22      | 15      | 7       |         |         |         |         |         |         |         |         |         |         |         |
| I. | 1.     | B.      | b.                | –                 | odsetek           | %       | 27,5    | 18,8    | 8,7     |         |         |         |         |         |         |         |         |         |         |         |
| I. | 1.     | C.      | Poprodukcyjnym    | Poprodukcyjnym    | Poprodukcyjnym    | os.     | 18      | 5       | 13      |         |         |         |         |         |         |         |         |         |         |         |
| I. | 1.     | C.      | –                 | odsetek           | odsetek           | %       | 22,5    | 6,3     | 16,2    |         |         |         |         |         |         |         |         |         |         |         |

## Dawne części wsi – obiekty fizjograficzne
W latach 70. XX wieku przyporządkowano i opracowano spis lokalnych części integralnych dla Kątów zawarty w tabeli 1.

| Nazwa wsi – miasta | Nazwy części wsi – miasta | Nazwy obiektów fizjograficznych – charakter obiektu |
| ------------------ | ------------------------- | --- |
| I. Gromada OSIEK   |                           | |
| 1. Kąty            | –                         | 1. Błonie – pole 2. Kępa – krzaki, łąka 3. Pod Lipnikiem – pole 4. Pod Łąkami – pole 5. Podkole – pole, łąka 6. Przydawki – pole 7. Tomblica – łacha 8. Zawalne – pole 9. Żłóbek – staw |